# Русинско војводство
Русинско војводство (латински: Palatinatus russiae; пољски: Województwo ruskie; украјински: Руське воєводство) је било војводство Круне Краљевине Пољске од 1434. до Прве поделе Пољске 1772. године, са центром у граду Лавову (латински: Leopolis). Заједно са низом других војводстава јужног и источног дела Краљевине Пољске, формирала је Малопољску провинцију. Након поделе Пољске, већи део Русинског војводства, осим његовог североисточног дела, припојен је Хабзбуршкој монархији, као део покрајине Галиција. Данас је бивше Русинско војводство подељено између Пољске и Украјине .

## Историја
Након Галицијско-Волинских ратова, Галицијско-Волинско краљевство је подељено између Пољске и Литваније. Године 1349. пољски део је трансформисан у русински домен Круне, док је Волињско војводство држао кнез Лубарт. Смрћу Казимира III Великог, Краљевина Пољска је прешла у Угарску, а русинским доменима је управљао русински генерал-староста, од којих је један био Владислав од Опола.
Војводство је основано 1434. године, љ на основу претходно стечене привилегије Једлња-Краков из 1430. године на територији која је припадала Галицијско-Волињској краљевини. Између 1349. и 1434. године, територија заједно са Западним Подољем је била позната као Русински домен Круне. Краљ Пољске је на тај начин титулисан као господар русинских земаља. Западно Подоље је додато 1394. године. Године 1434. на територији домена створени су Русинско војводство и Подољско војводство.
У пољским изворима, западна периферија региона називана је Червенска (Ziemia czerwieńska), или „Червенска земља“, по имену Червена, града који је тамо постојао. Данас постоји неколико градова са овим именом, ниједан од њих није повезан са Црвеном Русином. 
Ова област се први пут помиње 981. године, када ју је Владимир Велики из Кијевске Русије заузео на путу ка Пољској. Године 1018. припојена је Пољској, а 1031. поново Кијевској Русији. Око 150 година постојала је као независна Кнежевина Галиција и Краљевина Галиција-Волинија, пре него што ју је освојио Казимир III од Пољске 1349. године. Од тих времена забележен је назив Ruś Czerwona, преведен као „Црвена Рутенија“ („Czerwień“ значи црвено на словенским језицима, или из пољског села Czermno ), који се примењивао на територију која се простирала до реке Дњестар, са приоритетом који је пренесен на Пшемисл. Од времена Владислава II Јагела Пшемишлско војводство се звало Русинско војводство са центром који је на крају премештен у Лавов. Састојао се од пет земаља: Лавов, Санок, Галич, Пшемисл и Хелм. Територија је била под контролом Аустријског царства од 1772. до 1918. године, када је била позната као Краљевина Галиције и Лодомерије.

## Општинска управа
Седиште војводског гувернера (пољски: Wojewoda):
- Лавов

Обласни сејмик за све русинске земље
- Садова Вишња

Седишта обласног сејмика:
- Лавов
- Халич
- Садова Вишња
- Пшемисл
- Санок
- Хелм

## Војводе
- Станислав Ходечки де Хотча (од 1466–1474)
- Јакуб Бучацки (од 1501. године)
- Станислав Кмита де Вишњич (од 1500)
- Јан Одровонж (од 1510)
- Јан Тарновски (од 2. априла 1527)
- Станисłав Одровонж (од 1542)
- Пјотр Фирлеј (1545–1553)
- Јероним Јарош Сињавски (од 1576)
- Јан Данилович де Олеско (од 1605)
- Станислав Лубомирски (1628–1638)
- Јакуб Собјески (од јуна 1641)
- Јеремија Вишњовецки (од априла 1646. до 1651.)
- Стефан Чарњецки (од 1651)
- Станислав Јан Јаблоновски (од 1664)
- Јан Станислав Јаблоновски (1697–1731)
- Август Александар Чарторијски (од 1731)
- Станислав Шченсни Потоцки (од 1782)

## Суседна војводства и региони
- Краковско војводство
- Сандомирско војводство
- Војводство Бжешћ Литевско
- Волињско војводство
- Војводство Белц
- Подољско војводство
- Молдавија
- Земплин
- Округ Уж
- Марамарош